# Mileewa alara
Mileewa alara (лат.) — вид цикадок рода Mileewa из отряда полужесткокрылых насекомых. Эндемик Китая (Guangdong, Guangxi, Hainan).

## Описание
Длина около 4 мм. От близких видов отличается следующими признаками: переднее крыло с белым пятном дистальнее костального края, на середине внутреннего края и основания второй апикальной ячейки соответственно; задняя часть мезонотума (скутеллюм) коричневато-чёрная, субгенитальная пластинка самцов с апикальным краем без зубчатого отросткам. Вид был впервые описан в 1998 году по материалам из Китая. Валидный статус вида был подтверждён в ходе ревизии, проведённой в 2021 году.